# Cehoslovacia
Cehoslovacia (Československo în cehă, Česko-Slovensko în slovacă) a fost o țară în Europa Centrală care a existat din 1918 până la 31 decembrie 1992. La 1 ianuarie 1993, conform unei decizii politice anterioare a Parlamentului Cehoslovaciei a fost împărțită în Republica Cehă și Slovacia, conform unui proces politic pașnic cunoscut sub numele elegant de Divorțul de Catifea.

## Structură administrativă
- 1918–1938, Prima Republică Cehoslovacă: stat democratic, construit sub îndrumarea lui Tomáš Masaryk;[1]
- 1938–1945, dezmembrată sub forma regiunii Sudetenland, Reichgau în cadrul celui de al Treilea Reich; Protectoratul Boemiei și Moraviei, protectorat al Germaniei naziste; și formarea Slovaciei independente din teritoriile neincorporate Regatului Ungariei; Rutenia Carpatică anexată integral de Ungaria;
- 1945–1948, republică centralizată, independentă, guvernată de un guvern de coaliție care includea comuniștii; teritoriile pierdute din 1938 au fost recuperate, cu excepția Ruteniei Carpatice anexate de URSS;
- 1948–1990, republică socialistă, stat marxist-leninist guvernat de Partidul Comunist unic, aflată sub influența Uniunii Sovietice;
- 1990–1992, Republica Cehă și Slovacă — republică federală, independentă, constituită din Republica Cehă și Republica Slovacă; această confederație a fost dizolvată pe cale pașnică începând cu anul 1993.

## Denumirile oficiale din 1918 până în 1992
- 1918 - 1920, Republica Ceho-slovacă sau Republica Cehoslovacă (abreviat RČS); de asemenea, formele Ceho-Slovacia sau (mai rar) Cehoslovacia au fost folosite ca forme simplificate.

- 1920 - 1938, și, respectiv 1945 - 1960, Republica Cehoslovacă (abrevierea ČSR a înlocuit abrevierea anterioară RČS); forma scurtă era Cehoslovacia.

- 1938 - 1939, Republica Ceho-Slovacă sau Ceho-Slovacia.

- 1960 - 1990, Republica Socialistă Cehoslovacă (abreviat ČSSR) sau pe scurt Cehoslovacia.

- aprilie 1990, în urma Revoluției de Catifea: Republica Federativă Cehoslovacă (varianta cehă) și Republica Federativă Ceho-Slovacă (varianta slovacă).

- după aprilie 1990 și până la 31 decembrie 1992, Republica Federativă Cehă și Slovacă (abreviat ČSFR), și respectiv, formele simplificate Cehoslovacia (versiunea cehă) și Ceho-Slovacia (versiunea slovacă).

- Începând cu 1 ianuarie 1993, ca urmare a Divorțului de Catifea, în locul Cehoslovaciei au apărut două state independente separate, Republica Cehă și Republica Slovacă.

## Șefi de stat și de guvern
- Lista președinților Cehoslovaciei

- Lista premierilor Cehoslovaciei

## Demografie
Populație (1992): 15.6 milioane locuitori, Structura etnicǎ: 
- Cehi 62.8%
- Slovaci 31.0%
- Unguri 3.8%
- Rromi 0.7%
- Silezieni 0.3%
- Alții (Ruteni, Ucraineni, Germani, Polonezi, Evrei) 1.4%

Spor natural +2.7% în 1985, +1.7% în 1990. Densitatea populației în 1986 121 loc/km². Cea mai populatǎ era regiunea Moravia 154 loc/km². Densitatea medie era de 120 loc/km² în Cehia și 106 loc/km² în Slovacia.
Cele mai mari orașe (1986):
- Praga - 1,2 mln. locuitori
- Bratislava - 417,103 locuitori
- Brno - 385,684 locuitori
- Ostrava - 327,791 locuitori
- Kosice - 222,175 locuitori
- Plzen - 175,244 locuitori

## Educație
Învățământul era gratuit la toate nivelurile și obligatoriu între 6 și 16 ani. Procentul populației alfabetizate era foarte ridicat.

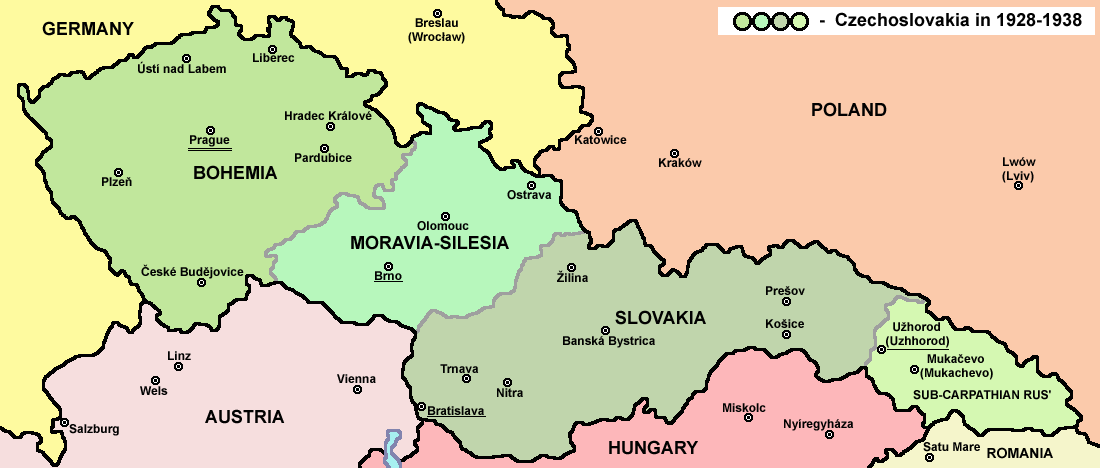
Hartă lingvistică (1930)
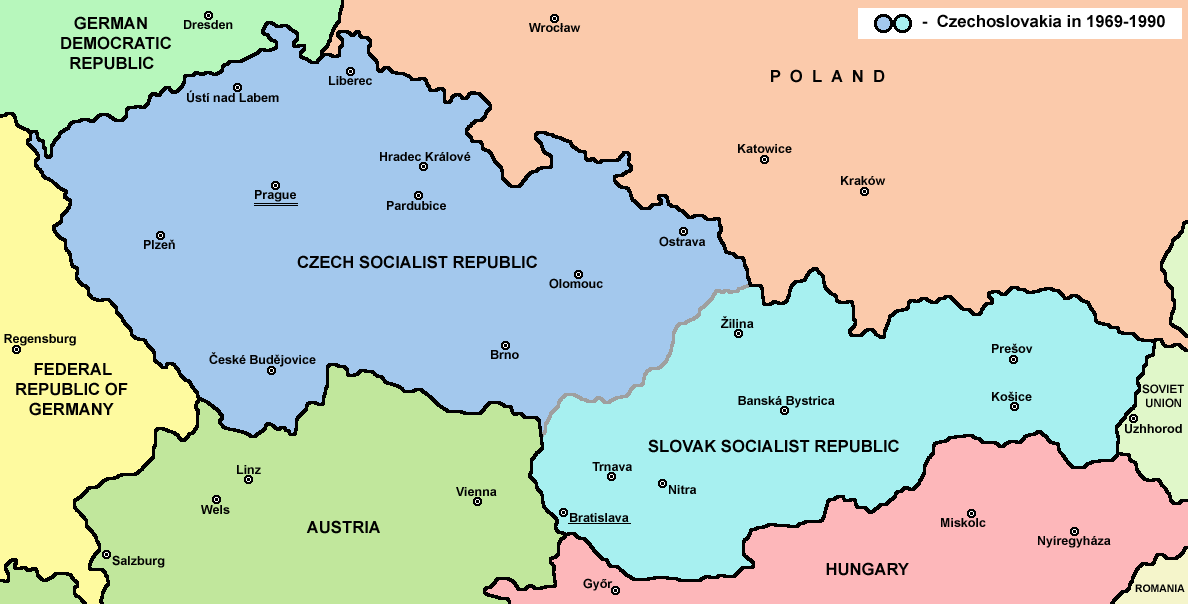